# Thirty-three
«Thirty-three» es el último sencillo del disco Mellon Collie and The Infinite Sadness de la banda estadounidense The Smashing Pumpkins, fue el primer sencillo lanzado luego de que Jimmy Chamberlin dejó la banda.
El sencillo tuvo dos versiones distintas con lados B distintos, los tracks 2,3 y 4 aparecieron en la primera edición, mientras que los tracks 5 y 6 en la segunda, ambas versiones aparecen unidas en el Box Set The Aeroplane Flies High.

## Canciones
1. «Thirty-three»
2. «The Last Song»
3. «The Aeroplane Flies High» (Turns Left, Looks Right)
4. «Transformer»
5. «The Bells»
6. «My Blue Heaven»

Nota:
- El padre de Billy Corgan tocó la guitarra durante la grabación de The Last Song.

- Datos: Q3045412